# Мохтар Лубіс
Мохтар Лубіс (індонез. Mochtar Lubis; 7 березня 1922 — 2 липня 2004 року) — індонезійський журналіст і письменник, батакського походження. Один з засновників газети «Indonesia Raya» і щомісячного літературного журналу «Horison». Його роман Senja di Jakarta  (Сутінки в Джакарті) став першим індонезійським романом, який було перекладено англійською мовою. Відомий як непримиренний борець за свободу творчості і свободу преси. За критику режиму Сукарно був ув'язнений.

## Біографія
Лубіс народився 7 березня 1922 року в місті Сунгай Пенух на Суматрі, в сім ї Raja Pandapotan Lubis — високопоставленого державного службовця. Він був шостою дитиною з дванадцяти. За походженням батак.
В дитинстві писав дитячі оповідання, які були опубліковані в меданській газеті Sinar Deli. В підлітковому віці часто гуляв в джунглях Суматри. Пізніше він згадував, що дві події в цей період надихнули його написати твір Harimau! Harimau! (Тигр! Тигр!). Це знайдена ним добре збудована, але вже покинута хатина і зустріч з тигром. 
Закінчивши середню школу, працював учителем у Ніасі, Північна Суматра. Проте через рік поїхав в Батавію, де влаштувався на роботу у банку. Після початку Другої світової війни коли японці в 1942 році окупували Індонезію, Лубіс почав працювати на японців, перекладаючи міжнародні новини для японської армії.

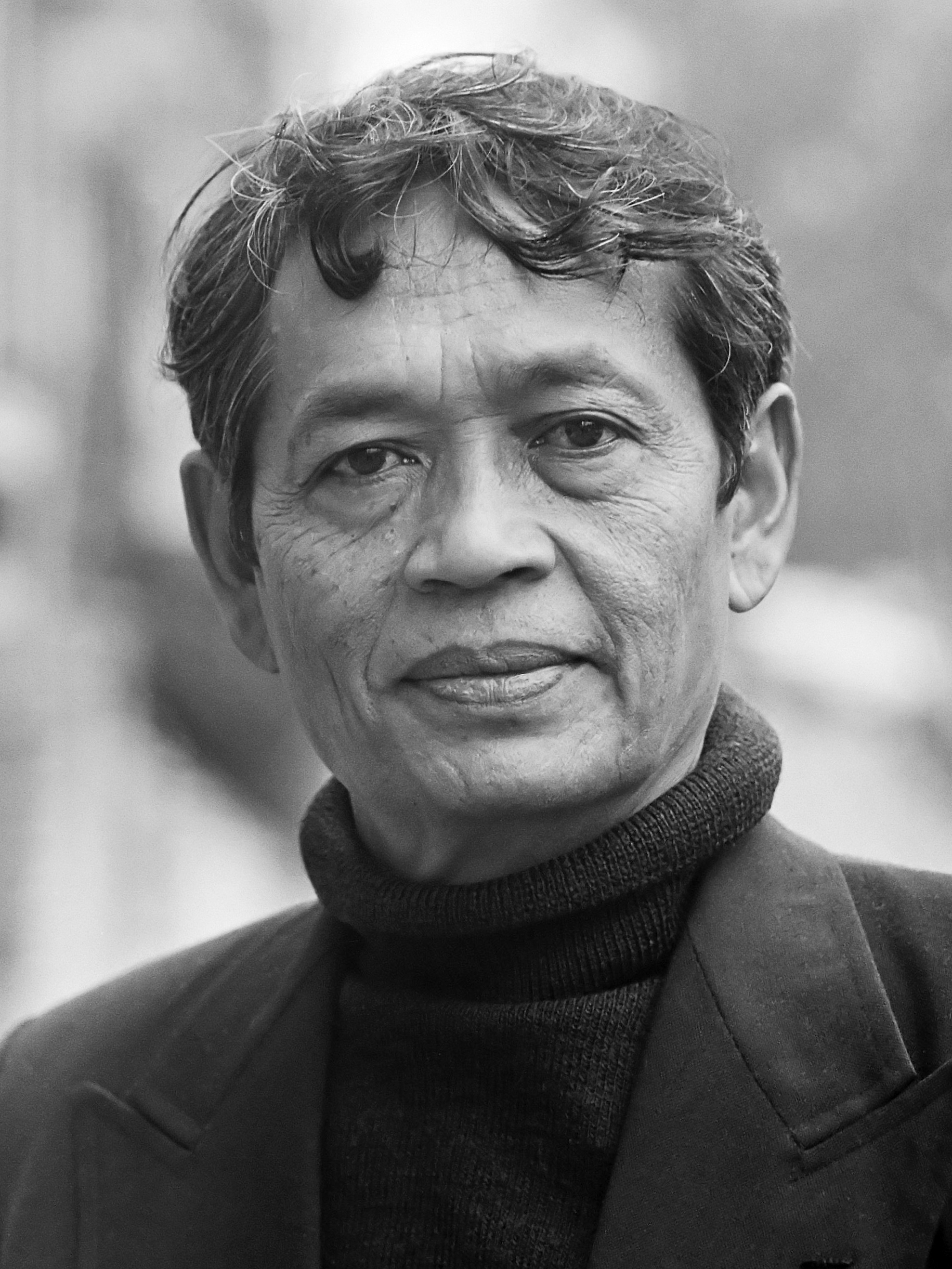
Лубіс у 1979 році

Після проголошення Індонезією незалежності в 1945 році, Лубіс приєднався до індонезійського інформаційного агентства Antara  , в якості репортера. Від Antara, він відвідав  Asian Relations Conference в 1947 році. В цей же період Лубіс написав Jalan Tak Ada Ujung («Нескінченний шлях») і вступив до індонезійської Асоціації художників.
У 1949 році заснував газету Indonesia Raya, згодом працюючи в ній головним редактором. За свою  діяльність і критичні статті на адресу тогочасної влади в період 1957—1966 років кілька разів був ув'язнений. 
4 лютого 1975 року він був заарештований за підозрою в заворушеннях 1974  року під час візиту японського прем'єр-міністра Танаки Какуей; незабаром після корупційного скандалу в компанії Pertamina газету Indonesia Raya було закрито. Більше двох місяців Лубіс провів у в'язниці Nirbaya (без суду) і був звільнений 14 квітня 1975 року. Він зазначив, що інші ув'язнені, такі як колишній командуючий ВПС Індонезії Омар Дані, перебували у в'язниці без суду і слідства роками. В цей період він став активно практикувати йогу.
Був засновником і співзасновником численних журналів та фондів, включаючи Obor Indonesia Foundation в 1970 році, журнал Horison та Індонезійський зелений фонд. Піднімав питання про необхідність свободи преси в Індонезії і здобув репутацію чесного і поміркованого репортера. У 2000 році Міжнародним інститутом преси він був названий одним з 50 героїв вільної преси за останні 50 років.

## Публіцистика
Є автором цілого ряду публіцистичних книг, а також посібників для письменників-початківців: «Техніка письменницької творчості», (1951) і «Техніка написання кіносценаріїв» (1952). Крім того, він займався перекладом на індонезійську мову творів американських, європейських і китайських письменників. Перекладався багатьма західними та східними мовами.

## Смерть
Після тривалої боротьби з хворобою Альцгеймера помер у Medistra Hospital 2 липня 2004 року у віці 82 років. Був похований поряд із дружиною на кладовищі Jeruk Purut. На його похоронах були присутні сотні людей, включаючи журналістів і письменників Росіхана Анвара і Рамадана K.Х. 

## Особисте життя
Був одружений з Сіті Халіма (Siti Halimah), яка померла в 2001 році. Мали 3 дітей та 8 онуків.

## Твори

### Романи
| Рік  | Назва               | Назва українською мовою | Примітки                                                                        |
| ---- | ------------------- | ----------------------- | ------------------------------------------------------------------------------- |
| 1950 | Tidak Ada Esok      | Без майбутнього         |                                                                                 |
| 1952 | Jalan Tak Ada Ujung | Нескінченний шлях       | Отримав нагороду Badan Musyawarah Kebudayaan Nasional                           |
| 1963 | Senja di Jakarta    | Сутінки в Джакарті      | Спочатку опублікований англійською мовою; опублікований малайською у 1964 році. |
| 1966 | Tanah Gersang       | Безплідні Землі         |                                                                                 |
| 1975 | Harimau! Harimau!   | Тигр! Тигр!             | Номінація «Найкраща книга року» Yayasan Buku Utama.                             |
| 1977 | Maut dan Cinta      | Смерть і кохання        | Отримав нагороду Yayasan Jaya Raya.                                             |